# Суадатта
Суадатта (осет. Суадæттæ), ранее Самцкаро (груз. სამწყარო) — село в Закавказье к юго-западу от Цхинвала. Согласно административно-территориальному делению Южной Осетии, фактически контролирующей село, расположено в Знаурском районе, согласно административно-территориальному делению Грузии — в Карельском муниципалитете.

## География
Расположено на юго-востоке Знаурского района, к северо-западу от села Принев.
Исторически включало 3 части (3 села): Нижний Самцкаро (Квемо-Самцкаро, в юго-западной части), Средний Самцкаро (Шуа-Самцкаро, в северной средней части) и Верхний Самцкаро (Земо-Самцкаро, в северо-западной части).

## Население
По переписи населения 1989 года в селе жило 57 жителей (100 % — осетины), в том числе в Н. Самцкаро — 15 человек,  Ср. Самцкаро — 30 человек, В. Самцкаро — 12 человек.
Перепись населения 2015 года (проведённая властями Южной Осетии) зафиксировала в селе 38 жителей.

## Топографические карты
- Лист карты K-38-64 Цхинвали. Масштаб: 1 : 100 000. Состояние местности на 1987 год. Издание 1989 г.